# 559

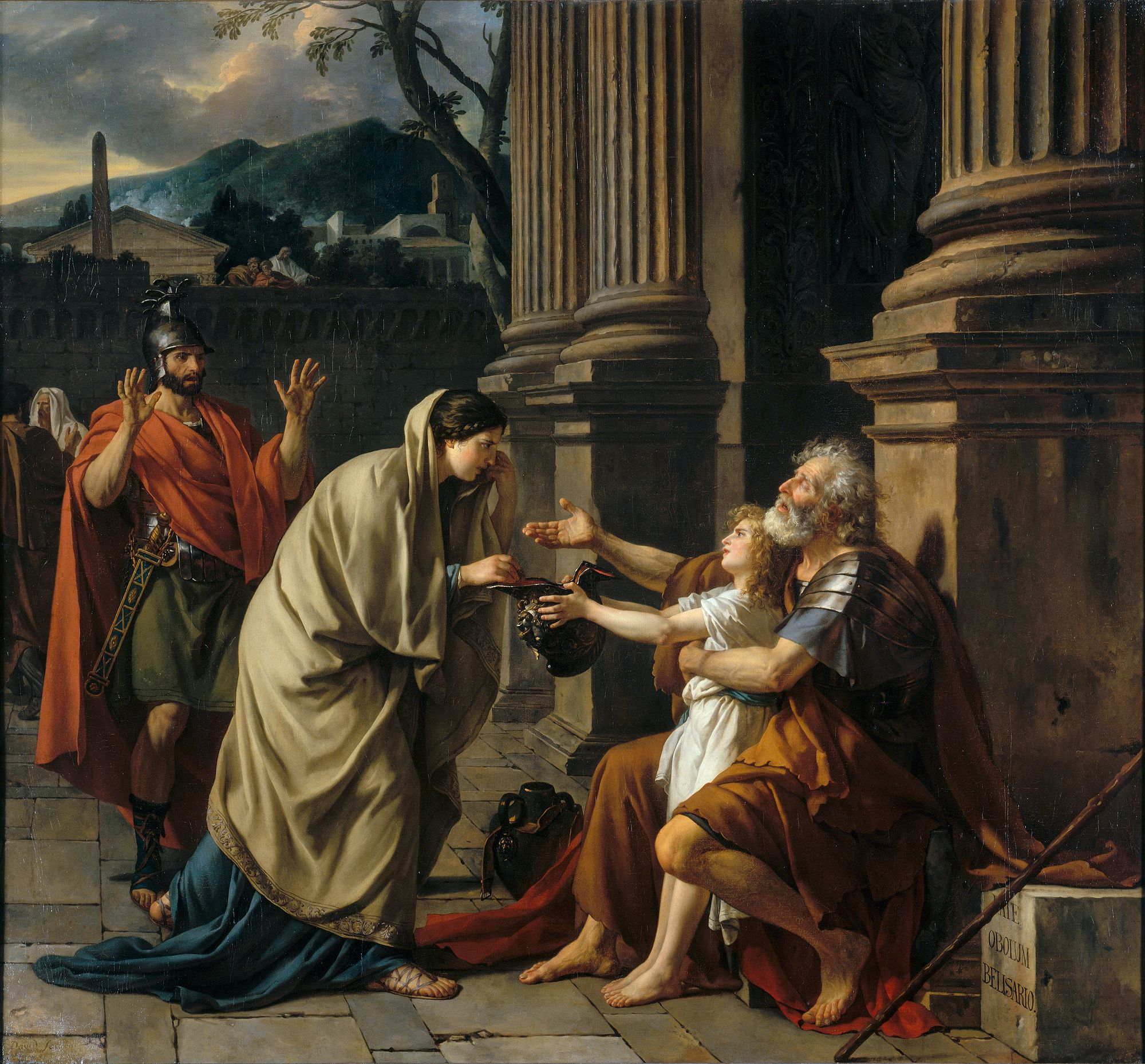
Belisarius vraagt om een aalmoes

Het jaar 559 is het 59e jaar in de 6e eeuw volgens de christelijke jaartelling.

## Gebeurtenissen

### Byzantijnse Rijk
- Winter - Na bijna een decade van rust aan de Donaugrens, trekken de Bulgaren, Kutriguren en Hunnen de bevroren Donau over en vallen de Balkan binnen. Ze voeren een plunderveldtocht in Thracië en Macedonië.
- Een Byzantijns expeditieleger onder bevel van Belisarius verslaat bij Constantinopel de Kutriguren. Ze worden gedwongen een vredesverdrag te accepteren.
- Belisarius, gedwongen tot de bedelstaf, wordt door keizer Justinianus I in ere hersteld. Hij krijgt een pensioen en trekt zich terug op zijn landgoed.

### Europa
- Theodemar (r. 559-570) wordt gekroond tot koning van de Sueben in Gallaecia (Noord-Spanje).
- Glappa volgt zijn vader Ida op als koning van Bernicia in het noordoosten van Engeland. (waarschijnlijke datum)

### Azië
- Het koninkrijk Gaya, gesteund door een bondgenootschap, wordt geannexeerd door Silla (Korea).
- P'yongwon Wang (r. 559-590) bestijgt de troon als koning van Koguryo.

## Religie
- Stichting van de abdij van Bangor in Noord-Ierland. (waarschijnlijke datum)

## Overleden
- Ida, koning van Bernicia (waarschijnlijke datum)
- 8 januari - Johannes Hesychastes (105), Armeens bisschop
- Leonardus, Frankisch kluizenaar
- Chen Wu Di, keizer van het Chinese Keizerrijk